# Biocontención

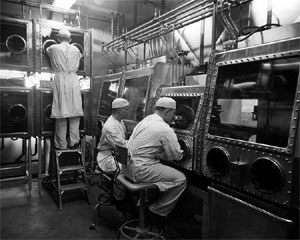
Los investigadores que trabajan en los gabinetes Clase #III en los Laboratorios Biológicos Warfare, Maryland y Campamento Detrick del Ejército de EE. UU. (1940s). Los Procedimientos de Biocontención fueron iniciados en el USBWL en los años 1940s y '50s.

El concepto de biocontención está relacionado con la bioseguridad del laboratorio y pertenece a laboratorios de microbiología en donde la contención física de agentes u organismos altamente patógenos (bacterias, virus, y toxinas) es requerido, normalmente se realiza por aislamiento en habitaciones o gabinetes ambientalmente y biológicamente seguros, para impedir la infección accidental de trabajadores o la liberación circundante accidental en la comunidad durante la búsqueda científica. El término "biocontención" fue establecido en 1985, pero los indicios del concepto surgen tiempo atrás en los años 1940s.

## Tipos de contención
La contención primaria es la primera contención que se lleva a cabo en contacto directo con material bio-peligroso, así como la protección del personal y del entorno del laboratorio a la exposición de agentes contagiosos. La contención primaria requiere utilizar contenedores de almacenamiento apropiados, buena técnica microbiológica, y el uso de equipamiento de seguridad apropiado como gabinetes de seguridad biológica.
La contención secundaria es la protección del entorno externo al laboratorio a la exposición de materiales contagiosos y está proporcionado por una combinación de diseño de instalaciones y prácticas operacionales.
Los Gabinetes de seguridad biológica (BSC), comercialmente disponibles por primera vez en 1950, son dispositivos bastante comunes diseñados para proporcionar una contención primaria eficaz de biocontaminantes en los laboratorios que trabajan con agentes altamente contagiosos. Tres niveles generales y tipos han sido diseñados (Clase l, Clase II, y Clase III).
Las suites Bioseguras son habitaciones de laboratorio qué son esencialmente equivalentes a gabinetes Clase grande #III en donde los trajes de presión positiva del personal ("trajes espaciales") sirven como el "entorno" exterior para los trabajadores. Los ejemplos incluyen las suites bioseguras en USAMRIID en Fort Detrick, Maryland, EE. UU. y el Edificio de Contención Máxima (MCF) del CDC en Atlanta, Georgia, EE. UU.
Contención agrícola: El plazo “biocontainment” está utilizado de manera diferente en instalaciones para el estudio de patógenos humanos versus aquellos utilizados para el estudio de patógenos agrícolas. En instalaciones agrícolas, la definición para “biocontainment” se parece a que para “biosafety,” i.e., las prácticas de seguridad y los procedimientos utilizaron para impedir unintended infección de plantas o animales o la liberación de alto-consecuencia agentes patógenos al entorno (aire, tierra, o agua). En el encuadre agrícola, protección de trabajador y la salud pública son siempre consideraciones; aun así, el énfasis está colocado encima reduciendo el riesgo que agentes debajo el estudio podría huir al entorno.

## Niveles de Bioseguridad
Un "nivel de bioseguridad" (BSL) es el nivel de las precauciones de biocontención requeridas para aislar agentes biológicos peligrosos en una instalación cerrada de laboratorio. Los niveles de contención oscilan en un rango determinado,  que van del nivel 1 siendo este el más bajo de bioseguridad (BSL-1), al nivel 4 (BSL-4) el cual es el más alto en cuanto a bioseguridad. En los Estados Unidos, los Centros para Control de Enfermedad y Prevención (CDC) han especificado estos niveles. En la Unión Europea, se preserva el mismo patrón de niveles de bioseguridad.

## Directrices

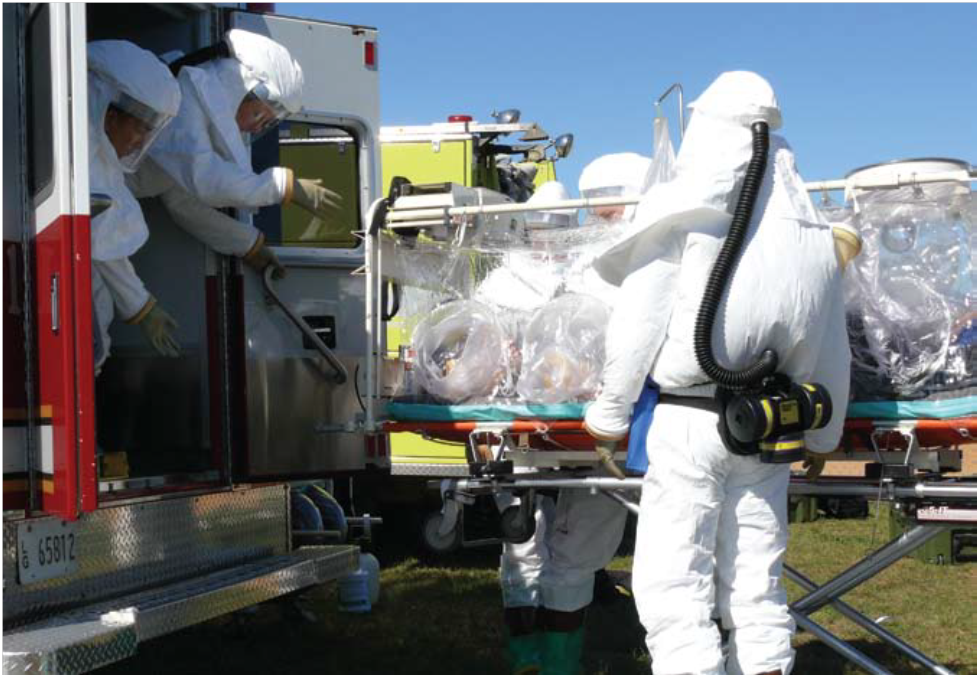
El Equipo de Aislamiento Aeromedico (AIT) del Ejército de EE. UU. operó equipamiento de biocontención móvil diseñado para el transporte y cuidado de pacientes del año 1978 al 2010. (Foto por Bruce Maston, 2007)

Hoy, publicaciones guiadas a la bioseguridad y la contención en los EE. UU. han sido realizadas por los Centros para Control de Enfermedad y Prevención (CDC) y los Institutos Nacionales de Salud (NIH). Desde 1984, el CDC y el NIH han publicado en conjunto el "Biosafety in Microbiological and Medical Laboratories" (BMBL)  y la sección por separado publicada del BMBL, Appendix A: "Primary Containment for Biohazards: Selection, Installation, and Use of Biosafety Cabinets". El BMBL establece regulaciones nacionales para los Niveles de Bioseguridad, Contención, Descontaminación, Desinfección, Transporte, y Eliminación de agentes bio-peligrosos.